# 犬塚村
犬塚村（いぬづかむら）は、福岡県三潴郡にあった村。現在の久留米市の一部。

## 地理
筑後平野のほぼ中央で、山ノ井川下流右岸の平野に位置していた。

## 歴史
- 1889年（明治22年）4月1日 - 町村制の施行により、三潴郡玉満村、生岩村、福光村、壱町原村、清松村が合併して村制施行し、犬塚村が発足[1][2]。
- 1917年（大正6年）- 犬塚信用購買販売組合設立[1]
- 1919年（大正8年）- 犬塚実業補習学校開設[1]
- 1920年（大正9年）- 犬塚郵便局開設[1]
- 1955年（昭和30年）7月20日 - 三潴郡三潴村と合併して町制施行し三潴町となり廃止された[1][2]。